# 木道社
木道社（もくどうしゃ）は、1882年（明治15年）から1888年（明治21年）まで営業した、宮城県仙台区東六番丁（現・JR仙台駅東口）と同県宮城郡蒲生村（現・仙台港の南側）とを結んだ軌道、および、その事業者。「宮城木道社」「宮城木道」とも呼ばれる。開業当初の約9ヶ月間は人車軌道として、その後は馬車軌道として営業した。その名の通り、軌条は鉄板をかぶせた木製だった。

## 路線
- 始発：宮城県仙台区東六番丁13番地（北緯38度15分39.4秒 東経140度52分59秒 / 北緯38.260944度 東経140.88306度）
当時の南町通と東六番丁とが形成する十字路の北東角に位置した[1]。現在、JR仙台駅によって南町通は仙台駅西口で終わり、東六番丁も仙台駅周辺では消滅しているため詳細な位置は不明だが、仙台市青葉区中央1丁目と宮城野区榴岡2丁目の境界辺り、BiVi仙台駅東口あるいは仙台トンネルへの移設前の旧・仙石線仙台駅付近にあった[1]。

- 終着：宮城県宮城郡蒲生村（北緯38度15分32.9秒 東経141度0分29秒 / 北緯38.259139度 東経141.00806度）
現・仙台市宮城野区蒲生字北荒田に位置し、旧・蒲生御蔵場の西側に面して設置された。

## 歴史
明治初期の蒲生は東京と仙台を結ぶ海路の重要な拠点であったが蒲生から仙台までの陸路は非常に劣悪であり、滞貨もおびただしかった。また宮城県では野蒜築港をはじめとする道路や河川の土木事業がさかんにおこなわれており、蒲生 - 仙台間の輸送路の改良も課題となっていた。ここに馬車軌道を敷設する計画をたてたのは三岡丈夫である。三岡の父は由利公正であり由利もこの事業に関与していた。明治13年12月1日に宮城県に出願し、明治14年7月7日になり許可をうけた。そして8月に木道社が設立され資本金は33,000円、社長は石部大三郎が就任し三岡丈夫は幹事となった。9月になると郵便報知新聞の記者だった原敬が宮城県まで由利をたずねて記事を書きこの事業を宣伝した。そして軌道の敷設工事がはじめられ、併せて蒲生村から大代村までの運河に船舶が常時航行できるように浚渫もおこなわれた。なお軌条は角材の上部に鉄板を張ったものであり、鉄製より耐久性や強度は格段におちるが、輸入品の鉄製より廉価であった。「木道」という表現は茅沼炭鉱軌道や藤枝焼津間軌道の史料でも見られ、類似したものが使用されていたものと考えられている。明治15年2月に竣工し3月20日開業を許可され人車による営業を開始し12月20日から馬車の運行を開始した。
営業期間中のことは不明な点が多いが、明治16年7月より18年12月までの2年半の純益金は3250円で1年あたり1300円弱であった。また伊予鉄道創業者の小林信近は松山での軽便鉄道建設にあたりこの木道社について調べていたという。
木道社の終末は日本鉄道により上野-塩竈間が開通したことによる。この開通に先立ち将来の経営に危機感をもった経営陣は明治19年に県に買上を願い出た。そこで県知事の松平正直は日本鉄道に買い上げるよう要請したがまとまらなかった。ついに明治21年3月20日の株主総会において31日の廃業を決議し、会社を清算することになった。

## 路線と運転
距離は2.5里ないし3里。貨物専用で1日2往復した。単線で当初は交換設備がなかったが、支障がでたため設備を追加した。
車両は詳細不明だが、「木道敷設の願」に馬車5両、馬5頭、『由利公正伝』では貨車25台と記載している。